# La Guillermie
La Guillermie är en kommun i departementet Allier i regionen Auvergne-Rhône-Alpes i de centrala delarna av Frankrike. Kommunen ligger  i kantonen Le Mayet-de-Montagne som ligger i arrondissementet Vichy. År 2022 hade La Guillermie 122 invånare.

## Befolkningsutveckling
Antalet invånare i kommunen La Guillermie
Referens: INSEE